# Yutjuwalia sallyae
Yutjuwalia sallyae är en insektsart som beskrevs av Rentz, D.C.F. 2001. Yutjuwalia sallyae ingår i släktet Yutjuwalia och familjen vårtbitare. Inga underarter finns listade i Catalogue of Life.